# Japonsko na Hopmanově poháru
Japonsko na Hopmanově poháru startovalo celkem šestkrát, poprvé při premiéře turnaje v roce 1989.
Před zavedením skupnového formátu v roce 1996 vypadlo Japonsko vždy úvodním kole vyřazovacího systému, a to v letech 1989, 1992 a 1993. Na Hopman Cupu 2000 sice odehrálo jeden zápas základní skupiny, ovšem pouze jako náhradník za Belgii.
Japonští reprezentanti se také účastnili Asijského Hopman Cupu, v podobě kvalifikačního turnaje existujícího mezi lety 2006 a 2009, jehož vítězové si zajistili start na dalším ročníku Hopmanova poháru. Při obou startech 2006 a 2007 Japonci neuspěli a nepostoupili tak do základní skupiny v Austrálii.
V perthské aréně se družstvo poprvé představilo na Hopman Cupu 2018, když do základní fáze zasáhli Naomi Ósakaová s Júičim Sugitou. Po třech mezistátních porážkách však tým obsadil poslední čtvrtou příčku. Ósakaovou zastihla na turnaji nemoc a neodehrála tak duel proti Spojeným státům.

## Tenisté
Tabulka uvádí seznam japonských tenistů, kteří reprezentovali organizaci na Hopmanově poháru.
| Jméno             | Celkem V–P | Dvouhra V–P | Čtyřhra V–P | Poprvé | Počet startů |
| Kimiko Dateová    | 2–2        | 2–0         | 0–2         | 1992   | 2            |
| Šuzo Macuoka      | 1–1        | 1–0         | 0–1         | 1989   | 1            |
| Naomi Ósakaová    | 1–3        | 1–1         | 0–2         | 2018   | 1            |
| Júiči Sugita      | 1–4        | 1–2         | 0–2         | 2018   | 1            |
| Ai Sugijamová     | 2–3        | 1–2         | 1–1         | 2000   | 2            |
| Takao Suzuki      | 2–2        | 1–1         | 1–1         | 2000   | 2            |
| Jasufumi Jamamoto | 0–4        | 0–2         | 0–2         | 1992   | 2            |
| Masako Janagi     | 0–2        | 0–1         | 0–1         | 1989   | 1            |

## Výsledky
| Rok    | Fáze soutěže         | Místo konání         | Soupeř         | Výsledek | Stav   |
| ------ | -------------------- | -------------------- | -------------- | -------- | ------ |
| 1989   | první kolo           | Burswood Dome, Perth | Československo | 1–2      | prohra |
| 1992   | první kolo           | Burswood Dome, Perth | Československo | 1–2      | prohra |
| 1993   | první kolo           | Burswood Dome, Perth | Švýcarsko      | 1–2      | prohra |
| 2000 1 | kvalifikace play-off | Burswood Dome, Perth | Thajsko        | 1–2      | prohra |
| 2000 1 | základní skupina     | Burswood Dome, Perth | Austrálie      | 3–0      | výhra  |
| 2001   | kvalifikace play-off | Burswood Dome, Perth | Belgie         | 1–2      | prohra |
| 2018   | základní skupina     | Perth Arena, Perth   | Švýcarsko      | 0–3      | prohra |
| 2018   | základní skupina     | Perth Arena, Perth   | Spojené státy  | 1–2      | prohra |
| 2018   | základní skupina     | Perth Arena, Perth   | Rusko          | 1–2      | prohra |

1Japonsko sice prohrálo kvalifikaci, ale v jednom zápase základní skupiny zastoupilo za zraněnou Belgii.